# La Fontenelle (Ille-et-Vilaine)
Pour les articles homonymes, voir Fontenelle (homonymie).
La Fontenelle est une ancienne commune française située dans le département d'Ille-et-Vilaine en région Bretagne, peuplée de 519 habitants. Le 1er janvier 2019, elle a fusionné avec Antrain, Saint-Ouen-la-Rouërie et Tremblay pour former la commune de Val-Couesnon.

## Géographie

### Communes limitrophes
| Vieux-Viel          | Sougéal                 |                        |
| Bazouges-la-Pérouse | La Fontenelle           | Antrain (Val-Couesnon) |
|                     | Tremblay (Val-Couesnon) |                        |

## Toponymie
Le nom de la localité est attesté sous les formes Fontenella en 1154, Fontenilla au XVIe siècle.
La Fontenelle est issu du latin fontanella (« petite fontaine »).

## Histoire
La paroisse de La Fontenelle, enclavée dans l'évêché de Rennes faisait partie du doyenné de Dol relevant de l'évêché de Dol et était sous le vocable de saint Samson.
Le 1er janvier 2019, la commune fusionne avec Antrain, Saint-Ouen-la-Rouërie et Tremblay pour former la commune nouvelle de Val-Couesnon.

## Politique et administration
| Période                                  | Période       | Identité         | Étiquette | Qualité                                                          |
| ---------------------------------------- | ------------- | ---------------- | --------- | ---------------------------------------------------------------- |
| 1947                                     | ...           | Jean Roquais     | SFIO      |                                                                  |
| 1964                                     | juin 1995     | Henri Lemonnier  |           | Cultivateur, maire honoraire (1995) Chevalier du Mérite agricole |
| juin 1995                                | mars 2001     | Jules Lemarigner |           | Ancien exploitant agricole                                       |
| mars 2001                                | décembre 2018 | Philippe Germain | DVD       | Gérant d'entreprise                                              |
| Les données manquantes sont à compléter. |               |                  |           |                                                                  |

## Démographie
En 2021, la commune comptait 519 habitants. Depuis 2004, les enquêtes de recensement dans les communes de moins de 10 000 habitants ont lieu tous les cinq ans (en 2005, 2010, 2015, etc. pour La Fontenelle) et les chiffres de population municipale légale des autres années sont des estimations.
| 1793  | 1800 | 1806  | 1821  | 1831  | 1836  | 1841  | 1846  | 1851  |
| ----- | ---- | ----- | ----- | ----- | ----- | ----- | ----- | ----- |
| 1 026 | 967  | 1 083 | 1 065 | 1 104 | 1 131 | 1 137 | 1 169 | 1 205 |

| 1856  | 1861  | 1866  | 1872  | 1876  | 1881  | 1886  | 1891  | 1896  |
| ----- | ----- | ----- | ----- | ----- | ----- | ----- | ----- | ----- |
| 1 186 | 1 086 | 1 140 | 1 167 | 1 218 | 1 172 | 1 135 | 1 098 | 1 043 |

| 1901  | 1906 | 1911 | 1921 | 1926 | 1931 | 1936 | 1946 | 1954 |
| ----- | ---- | ---- | ---- | ---- | ---- | ---- | ---- | ---- |
| 1 000 | 966  | 923  | 890  | 867  | 884  | 869  | 787  | 716  |

| 1962 | 1968 | 1975 | 1982 | 1990 | 1999 | 2005 | 2010 | 2015 |
| ---- | ---- | ---- | ---- | ---- | ---- | ---- | ---- | ---- |
| 711  | 699  | 632  | 545  | 528  | 514  | 522  | 541  | 539  |

| 2018 | - | - | - | - | - | - | - | - |
| ---- | - | - | - | - | - | - | - | - |
| 542  | - | - | - | - | - | - | - | - |

## Lieux et monuments

L'église Saint-Samson.

- Église Saint-Samson.

## Personnalités liées à la commune
- Jean Langlais (1907 à La Fontenelle - 1991) organiste.